# Agelena mengei
Agelena mengei är en spindelart som beskrevs av Hermann Lebert 1877. Agelena mengei ingår i släktet Agelena och familjen trattspindlar.
Artens utbredningsområde är Schweiz. Inga underarter finns listade i Catalogue of Life.